# دونالد د. شامبرلن
دونالد د. شامبرلن (بالإنجليزية: Donald D. Chamberlin)‏ هو عالم حاسوب أمريكي، ولد في 21 ديسمبر 1944 في سان خوسيه في الولايات المتحدة.